# آنا بروتاسوفا
الكونتيسة آنا بروتاسوفا (الروسية: Анна Степановна Протасова) ولدت سنة 1745 وتوفيت سنة 1826 امرأة من النبلاء رفيقة و مؤتمنة كاترين الثانية في روسيا.